# Chim lửa (manga)
Chim lửa (火の鳥 (Hoả điểu) Hi no Tori) là một loạt truyện tranh manga chưa hoàn thành của Tezuka Osamu. Tezuka coi Chim lửa là "tác phẩm cả đời" của mình; nó bao gồm 12 cuốn sách, mỗi cuốn kể một câu chuyện riêng biệt, khép kín và diễn ra trong một thời đại khác nhau. Cốt truyện của các câu chuyện chạy dọc xuyên suốt lịch sử từ tương lai xa xôi đến thời tiền sử. Bộ truyện này không bao giờ được hoàn thành, bị ngừng ngang do Tezuka qua đời vào năm 1989. Một số câu chuyện đã được chuyển thể thành các loạt phim hoạt hình anime và OVA, và thậm chí là một bộ phim live-action. Tính đến năm 2007, toàn bộ loạt manga đã có bản dịch sang tiếng Anh.

## Tổng quát
Chủ đề sáng tác của Chim lửa nói về sự luân hồi. Mỗi câu chuyện thường liên quan đến việc tìm kiếm sự bất tử, được thể hiện bằng máu của loài chim lửa cùng tên, được vẽ bởi Tezuka, giống với chim Phượng hoàng ở Trung Hoa. Thứ máu này được cho là mang lại sự sống vĩnh cửu, nhưng sự bất tử ở Chim lửa hoặc không thể đạt được, hoặc là một lời nguyền khủng khiếp, trong khi luân hồi theo kiểu Phật giáo được thể hiện như một con đường tự nhiên của cuộc sống.
Những câu chuyện trong bộ truyện di chuyển ngược xuôi theo dòng thời gian lịch sử; phần đầu tiên, Rạng đông, diễn ra ở thời cổ đại, và phần thứ hai, Tương lai, diễn ra ở xa trong tương lai. Những câu chuyện tiếp theo xen kẽ giữa quá khứ và tương lai, cho phép Tezuka khám phá các chủ đề của mình trong cả bối cảnh lịch sử và khoa học viễn tưởng. Xuyên suốt các câu chuyện có nhiều nhân vật lặp lại khác nhau, một số thuộc hệ thống Ngôi sao nổi tiếng của Tezuka. Ví dụ, một nhân vật tên là Saruta xuất hiện nhiều lần dưới hình dạng của nhiều tổ tiên và hậu duệ khác nhau, tất cả đều phải chịu đựng những thử thách khắc nghiệt trong thời đại tương ứng của họ.
Tezuka bắt đầu thực hiện phiên bản sơ khởi của Chim lửa vào năm 1954, và bộ truyện được tiếp tục phát triển dưới nhiều hình thức khác nhau cho đến khi ông qua đời vào năm 1989. Trong diễn tiến bộ truyện, những câu chuyện dường như đang hội tụ về thời điểm hiện đại. Bởi  Tezuka đã qua đời trước khi manga hoàn thành, nên không thể biết được câu chuyện này sẽ diễn ra như thế nào. Học giả và dịch giả Frederik L. Schodt, người quen biết Tezuka ngoài đời, đã viết rằng ông đã mơ về một kết thúc bí mật, "chờ đợi trong một chiếc két sắt ở đâu đó để được tiết lộ sau khi qua đời." Lời khẳng định này không đúng, và ý định cuối cùng của Tezuka với Chim lửa vẫn chưa thể được biết; tuy nhiên, bản chất nhiều tập của nó khiến mỗi tập có khả năng dễ hiểu cao.
Nhiều câu chuyện về Chim lửa có bố cục và thiết kế hình ảnh mang tính thể nghiệm mạnh mẽ. Ví dụ, Vũ trụ kể câu chuyện về bốn phi hành gia buộc phải rời tàu vũ trụ của họ trong các khoang thoát hiểm riêng biệt. Các khung truyện của câu chuyện được sắp xếp sao cho mỗi nhân vật có viền khung dọc hoặc ngang riêng biệt trên trang, nhấn mạnh tình cảnh bị cô lập của các phi hành gia; các viền khung được kết nối và tách khỏi nhau khi các nhân vật kết hợp với nhau và tách nhau ra. Trong một cảnh đáng kinh ngạc sau cái chết của một nhân vật, anh ta được đại diện trong một số trang bằng một loạt các khung màu đen trống rỗng.
Tezuka được cho là đã chịu ảnh hưởng sáng tạo ra bộ truyện sau khi nghe âm nhạc của Igor Stravinsky. Ông cũng nói rằng ông đã tạo ra hình ảnh "con Chim lửa" khi rất ấn tượng bởi hình tượng Chim lửa trong bộ phim hoạt hình Konyok Gorbunok (xưởng phim Soyuzmultfilm) của đạo diễn Ivan Ivanov-Vano.

## Các câu chuyện

Bìa của Chim lửa: Tương lai, ấn bản C0M Masterpiece Comics, in năm 1968

Sau nhiều nỗ lực bị hủy bỏ ở chương đầu tiên vào những năm 1950, Tezuka bắt đầu Rạng đông vào năm 1967, đăng nhiều kỳ trên COM. Quá trình đăng truyện dài kỳ của Chim lửa sẽ tiếp tục trong suốt sự nghiệp của Tezuka, chuyển sang Manga Shonen sau khi tạp chí COM đóng cửa vào giữa thập niên 70. Tập cuối cùng, Mặt trời, được đăng nhiều kỳ trong The Wild Age.
Rạng đông (黎明編 (Lê minh biên) reimei-hen)
Tập đầu tiên, xuất bản lần đầu vào năm 1967. Câu chuyện này xảy ra vào năm 240–70 sau Công nguyên, trong thời đại Nữ hoàng Himiko của Yamataikoku. Sử dụng quân đội của mình, được chỉ huy bởi đại tướng quân Sarutahiko, để xâm lược Nhật Bản, bà tìm kiếm Chim lửa và tuổi trẻ vĩnh cửu.
Tương lai (未来編 (Vị lai biên) mirai-hen)
Tập thứ hai, ban đầu được đăng nhiều kỳ vào năm 1967–68. Theo dòng thời gian của Chim lửa, đây là câu chuyện cuối cùng; nó diễn ra gần cuối lịch sử nhân loại. Vào năm 3404, thế giới đã trở nên siêu hiện đại hóa, nhưng nhân loại đã đạt đến đỉnh cao nhất và cho thấy sự suy tàn. Một người đàn ông trẻ tên là Masato Yamanobe đang sống với bạn gái của mình, Tamami, một người ngoài hành tinh có khả năng biến hình. Bị truy đuổi bởi ông chủ của Masato, Rock, cuối cùng họ phải trú ẩn tại căn cứ biệt lập của nhà khoa học điên Tiến sĩ Saruta, người cố gắng bảo tồn sự sống trên Trái Đất với sự hỗ trợ của người máy của mình, Robita. Cuối cùng, chiến tranh hạt nhân đã nổ ra.
Yamato (ヤマト編 yamato-hen)
Tập thứ ba, xuất bản lần đầu vào năm 1968–69. Câu chuyện này xảy ra vào năm 320–50 (thời kỳ Kofun), và dựa trên truyền thuyết Yamato-takeru-no-mikoto. Vị vua suy tàn của Yamato đang cố gắng viết ra phiên bản lịch sử Nhật Bản của riêng mình. Trong khi đó, một bộ tộc "man rợ", Kumaso, đang viết nên một trang sử không thiên vị. Vua của Yamato sai con trai út của mình, Oguna, để giết người tù trưởng man rợ, Takeru. Trên hành trình của mình, Oguna chạm trán với Chim lửa.
Vũ trụ (宇宙編 (Vũ trụ biên) uchū-hen)
Tập thứ tư, xuất bản lần đầu vào năm 1969; còn được gọi là Không gian. Câu chuyện xảy ra vào năm 2577 sau Công nguyên, nơi bốn phi hành gia phải thoát khỏi con tàu vũ trụ đã đổ nát của họ trong các khoang trốn. Những người sống sót cuối cùng rơi vào một hành tinh bí ẩn. Trong số họ có Saruta, người cạnh tranh với Makimura nhằm giành được trái tim của người bạn nữ đồng hành, Nana. Trên hành tinh kỳ lạ này, cuối cùng họ đã gặp được Chim lửa.
Phượng hoàng (鳳凰編 (Phượng hoàng biên) hō-ō-hen)
Tập thứ năm, xuất bản lần đầu vào năm 1969-1970. Câu chuyện xảy ra vào năm 720–752 sau Công nguyên (thời kỳ xây dựng tượng Daibutsu (Đại Phật) của Tōdai-ji), trong thời kỳ Nara. Chàng trai trẻ Gao có một mắt và một tay, tổ tiên của Saruta, trở thành một tên cướp của giết người khi bị đuổi khỏi làng. Anh ta tấn công một nhà điêu khắc, Akanemaru, và con đường của hai người đàn ông khác nhau, nhưng số phận của họ vẫn liên kết với nhau. Akanemaru bị ám ảnh bởi Chim lửa đến mức lạc lối khỏi ước mơ ban đầu của mình, trong khi Gao cuối cùng tìm được trạng thái vị tha, mặc dù anh vẫn tiếp tục gặp khó khăn. Phượng hoàng (Hō-ō) được nhiều người coi là kiệt tác của bộ truyện Chim lửa. Trò chơi điện tử của MSX và Famicom, cả hai đều do Konami phát triển, đều dựa trên tập này. Ấn bản Viz (tiếng Anh) có tựa đề "Karma" ("Nghiệp").
Hồi sinh (復活編 (Phục hoạt biên) fukkatsu-hen)
Tập thứ sáu, xuất bản lần đầu vào năm 1970-1971. Câu chuyện diễn ra vào năm 2482-3344 sau Công nguyên. Trong thời đại của người máy, công nghệ và khoa học, chàng trai Leon qua đời trong một vụ tai nạn xe hơi. Anh được hồi sinh bằng phương pháp phẫu thuật khoa học, nhưng bộ não hiện tại chủ yếu là nhân tạo khiến Leon nhìn thấy các sinh vật sống – bao gồm cả con người – như những hình thù méo mó bằng đất sét, trong khi anh ta coi máy móc và rô bốt là những người xinh đẹp. Leon yêu một người máy công nhân, Chihiro, người mà anh coi là một cô gái xinh đẹp, và sẽ chiến đấu vì tình yêu bị ngăn cấm này. Anh ấy cũng sẽ tìm ra bí mật đằng sau tai nạn của mình. Một cốt truyện phụ có người máy Robita, người trước đây đã xuất hiện trong Tương lai.
Áo choàng lông vũ (羽衣編 (Vũ y biên) hagoromo-hen)
Đăng dài kỳ trên COM, 1971. Được Viz xuất bản bằng tiếng Anh như một phụ lục của tập hai của Nội chiến (Thời kỳ hỗn loạn). Dựa trên câu chuyện về Hagoromo.
Hoài hương (望郷編 (Vọng hương biên) bōkyō-hen)
Xuất bản trên COM, 1971; tiếp tục xuất bản trên Manga Shōnen, 1976-1978. Một câu chuyện sử thi khoa học viễn tưởng về sự trỗi dậy và sụp đổ của nền văn minh trên hành tinh sa mạc được đặt tên là Eden; và cuộc tìm kiếm xuyên vũ trụ của một cậu bé để tìm hành tinh của tổ tiên mình: Trái Đất. Có rất nhiều nhân vật khách mời từ các câu chuyện khoa học viễn tưởng khác trong Chim lửa, bao gồm cả người ngoài hành tinh biến hình "Moopies" lần đầu tiên xuất hiện trong Tương lai, Makimura từ Vũ trụ và mô hình ban đầu của người máy Chihiro từ Hồi sinh. Black Jack cũng xuất hiện ở đây, dưới một cái tên khác.
Thời kỳ hỗn loạn (乱世編 (Loạn thế biên) ranse-hen)
Xuất bản trên Manga Shōnen, 1978–1980. Câu chuyện kể về một tiều phu tên là Benta và người yêu thời thơ ấu của anh ta, Obu, hai người bị chia cắt và bị cuốn vào các sự kiện của Chiến tranh Genpei. Nhiều nhân vật lịch sử khác nhau, chẳng hạn như Taira no Kiyomori, xuất hiện dưới dạng nhân vật chính và phụ. Mặc dù nhân vật Gao (từ Phượng hoàng) xuất hiện như một ẩn sĩ 400 tuổi và do đó liên kết Ranse-hen với phần còn lại của bộ truyện, phần đặc biệt này nổi bật với cách tiếp cận tự nhiên hơn nhiều, không có yếu tố giả tưởng nào trong đó (ngoại trừ những yếu tố được sử dụng để tạo hiệu ứng hài hước, chẳng hạn như sự xuất hiện của điện thoại vào thế kỷ 12). Ấn bản của Viz (tiếng Anh) mang tên Civil War (Nội chiến) và được chia thành hai tập, với Áo choàng lông vũ được đưa vào như một phụ lục của tập thứ hai.
Sự sống (生命編 (Sinh mệnh biên) seimei-hen)
Xuất bản trên Manga Shōnen, 1980. Một nhà sản xuất truyền hình, người cố gắng thu mua nhân bản của con người để sử dụng trong chương trình truyền hình thực tế theo phong cách Trò chơi nguy hiểm nhất đã nhận biết được lỗi lầm của mình khi bị nhận nhầm là bản sao của chính mình. Tập này đáng chú ý vì chỉ có Chim lửa trong cảnh hồi tưởng và cũng để giới thiệu cô con gái nửa người nửa thú của cô ấy, người sẽ không xuất hiện nữa sau tập này.
Sinh vật kỳ dị (異形編 (Dị hình biên) igyō-hen)
Xuất bản trên Manga Shōnen, 1981. Câu chuyện về một sư cô (tì kheo) bị Chim lửa giam cầm trong dòng chảy thời gian để trừng phạt tội lỗi của mình cùng với người thuộc hạ trung thành, và bị buộc phải trở thành một người chữa bệnh cho nạn nhân của chiến tranh từ khắp các dòng không - thời gian bao gồm cả con người, yêu quái và nhiều sinh vật ngoài Trái Đất khác nhau. Chương này được sơ lược dựa trên truyện minh hoạ emakimono Hyakki Yakō của họa sĩ nổi tiếng Nhật Bản Tosa Mitsunobu (mặc dù trong bối cảnh của câu chuyện thì hoàn toàn trái ngược).
Mặt trời (太陽編 (Thái dương biên) taiyō-hen)
Xuất bản trên The Wild Age, 1986–88. Đây là câu chuyện dài nhất, và là tập cuối cùng được hoàn thành trước khi Tezuka qua đời. Nội dung xoay quanh Harima, một người lính Triều Tiên trẻ tuổi từ Bách Tế, mà đầu anh ta bị lính nhà Đường thay thế bằng đầu của một con sói, sau khi quân đội Bách Tế - Yamato bị đánh bại trong trận Bạch Giang. Sau đó, Harima trốn đến Nhật Bản, nơi anh ta trở thành lãnh chúa phong kiến Inugami và bị bắt gặp vào giữa Chiến tranh Nhâm Thân (Jinshin), cũng như tham gia một trận chiến lớn hơn giữa các thế lực siêu nhiên và du hành thời gian đến một thế giới tương lai ảm đạm, được cai trị bởi một chế độ thần quyền tuyên bố đã bắt được Chim lửa. Chương này hoàn toàn trái ngược với những câu chuyện lịch sử của Chim lửa trước đó, có xu hướng loại bỏ sự thần thoại hóa các nhân vật thần thoại trong đó, ví dụ như trong Rạng đông, nhiều vị thần trong Thần đạo được miêu tả như một con người đơn thuần. Tuy nhiên, trong chương này, có rất nhiều sinh vật thần thoại đang chiến đấu chống lại Bồ tát.
Các tác phẩm ban đầu
Bao gồm phiên bản nguyên mẫu của loạt truyện từ những năm 1950.

### Nhân vật
- Hi no Tori: Keiko Takeshita / Suzanne Gilad
- Saruta: Tetsuo Komura / Danny Burstein
- Người dẫn chuyện: Akira Kume / Robert O'Gorman

Rạng đông
- Nagi: Takeuchi Junko / Michelle Newman
- Saruta Hiko: Tetsuo Komura
- Himiko: Ryōko Kinomiya / Fiona Jones
- Hinako: Sakiko Tamagawa / Carrie Keranen
- Susanoo: Eizo Tsuda / James Urbaniak
- Guzuri: Michio Nakao / Jay Snyder
- Yumihiko: Masaki Terasoma / Addie Blaustein
- Thủ lĩnh: Akio Ōtsuka / Richard Epcar
- Pháp sư: Hikaru Miyata
- Người lính: Yousuke Akimoto
- Uzume: Yumi Nakatani / Erica Schroeder
- Vladimir: Yūsaku Yara
- Ojiji: Eisuke Yoda / Richard Springle
- Người lính: Dai Matsumoto
- Takeru: Daisuke Namikawa
- Yazuchi: Hirofumi Nojima
- Obaba: Natsuko Sebata
- Kamamushi: Shōzō Iizuka / David Brimmer
- Chamberlain: Mahito Tsujimura
- Uraji: Marc Diraison

Hồi sinh
- Leona: Sasaki Nozomu / Christopher Kromer
- Đèn: Masashi Hirose / Mike Pollock
- Chihiro: Misa Kobayashi / Eden Riegel
- Nielsen: Shinji Ogawa / Ted Lewis
- Reiko: Fumiko Osaka / Kathleen McInerney
- Cha của Leona: Mantarô Iwao / Marc Thompson
- Leona thời trẻ: Reiko Takagi / Christopher Kromer

Sinh vật kì dị
- Iemasa: Tetsuo Komura
- Yaobikuni: Tamie Kubota
- Kataira: Bin Shimada
- Sakonnosuke: Mayumi Asano / Kathleen McInerney
- Kahei: Mike Pollock

Mặt trời
- Inugami Harima: Yasunori Matsumoto / Gary Littman
- Marimo: Ai Uchikawa / Michelle Ruff
- Karakuni: Richard Epcar as (Sun Chapter)
- Thiên hoàng Tenji: Masaru Ikeda / Steven Jay Blum
- Chúa Ōama: Naoya Uchida / Crispin Freeman
- Obaba: Seiko Tomoe / Barbara Goodson
- Ibukimaru: Daisuke Gouri / Michael McConnohie
- Hoàng hậu: Atsuko Koganezawa
- Ōtomo no Ōji: Hiroshi Kamiya / Liam O'Brien
- Ritan: Iwasaki Hiroshi
- Takechi no Ōji: Kenji Nojima / Sebastian Arcelus
- Tướng quân: Koichi Sakaguchi
- Người lính: Kouji Haramaki
- Kimayumi: Kousei Hirota
- Getsudan: Hisao Egawa
- Kunishi: Yutaka Nakano
- Rubetsu: Takayuki Sugo / Jay Snyder
- Hanguk: Takeshi Watabe
- Hoben: Tamio Ohki / Richard Toth
- Himayumi: Naomi Kusumi
- Soga no Hatayasu: Yuzuru Fujimoto / John Avner
- Soga no Yasumaro: Eiji Yanagisawa

Tương lai
- Masato Yamanobe: Daisuke Namikawa / Michael Sinterniklaas
- Robita: Shigeru Ushiyama
- Rock: Takuya Kirimoto / Eric Stuart
- Masato già: Saka Osamu / Michael McConnohie
- Tamami: Yumi Touma / Stephanie Sheh
- Cô gái: Akiko Nakagawa
- Adam: Takahiro Mizushima

## Chuyển thể
Một số tập của Chim lửa đã được chuyển thể thành anime. Phim chuyển thể nổi tiếng nhất, Hi no Tori 2772, phỏng theo các yếu tố từ các tập truyện khác nhau của Chim lửa và các tác phẩm khác của Tezuka. Hai OVA và một bộ phim hoạt hình được phát hành vào cuối những năm 1980. Một bản chuyển thể truyền hình dài 13 tập cũng được phát sóng vào năm 2004 tại Nhật Bản, và được phát hành bằng tiếng Anh vào tháng 10 năm 2007 bởi Anime Works.

### Phim người đóng
Một bộ phim người đóng (live-action) mang tên Hi no Tori, dựa trên cốt truyện của Rạng đông, do Ichikawa Kon đạo diễn và bao gồm một số phân cảnh hoạt hình do Tezuka đạo diễn, được phát hành vào năm 1978. Dàn diễn viên bao gồm Tomisaburo Wakayama và Tatsuya Nakadai. Nó đã được phát hành tại Hoa Kỳ dưới định dạng VHS bởi Video Action với tiêu đề bìa là The Phoenix (Hinotori) vào năm 1982, sử dụng bản in có phụ đề, chỉ để viền đen giữ tỉ lệ khung hình (letterbox) trong đoạn màn hình chia nhiều ô (split-screen). Đến nay, bộ phim này chỉ có dưới định dạng DVD ở Tây Ban Nha, nơi nó có tựa là Fénix. Bộ phim bao gồm sự xuất hiện ngắn của Astro Boy, thay thế cho một nhân vật khác để minh họa cho nỗ lực lên ngựa của anh ấy. Bản nhạc do Michel Legrand và Jun Fukamachi đồng sáng tác.
Một bản chuyển thể dưới định dạng MSX của Karma đã được tạo ra bởi Konami. Chim lửa cũng xuất hiện trong loạt phim Astro Boy năm 2003 và trò chơi Astro Boy: Omega Factor năm 2004 cho hệ máy Nintendo Game Boy Advance, cùng với một số nhân vật khác của Tezuka.
Kể từ ngày 21 tháng 6 năm 2017, anime đã được công chiếu tại Jamaica trên CVM Television.

### Danh sách tập phim
| Tập   | Tựa đề                                      | Thời gian lên sóng ban đầu |
| ----- | ------------------------------------------- | -------------------------- |
| 1–4   | "Dawn arc" "Reimeihen" (黎明編)             | TBA                        |
| 5–6   | "Resurrection arc" "Fukkatsuhen" (復活編)   | TBA                        |
| 7     | "Strange creatures arc" "Igyouhen" (異形編) | TBA                        |
| 8–11  | "Sun arc" "Taiyouhen" (太陽編)              | TBA                        |
| 12–13 | "Future arc" "Miraihen" (未来編)            | TBA                        |

## Xuất bản
| Thiên truyện         | Tạp chí          | Giai đoạn                            |
| -------------------- | ---------------- | ------------------------------------ |
| Rạng đông            | Manga Shounen    | Tháng 7 năm 1954 - tháng 5 năm 1955  |
| Ai Cập               | Shojo Club       | Tháng 5 năm 1956 - tháng 10 năm 1956 |
| Hy Lạp               | Shojo Club       | Tháng 11 năm 1956 - tháng 7 năm 1957 |
| La Mã                | Shojo Club       | Tháng 8 năm 1957 - tháng 12 năm 1957 |
| Rạng đông            | COM              | Tháng 1 năm 1967 - tháng 11 năm 1967 |
| Tương lai            | COM              | Tháng 12 năm 1967 - tháng 9 năm 1968 |
| Yamato               | COM              | Tháng 9 năm 1968 - tháng 2 năm 1969  |
| Không gian           | COM              | Tháng 3 năm 1969 - tháng 7 năm 1969  |
| Nghiệp               | COM              | Tháng 8 năm 1969 - tháng 9 năm 1970  |
| Hồi sinh             | COM              | Tháng 10 năm 1970 - tháng 9 năm 1971 |
| Áo choàng lông vũ    | COM              | Tháng 10 năm 1971                    |
| Thời gian ngưng đọng | COM              | Tháng 11 năm 1971                    |
| Hoài cổ              | COM (COM Comics) | Tháng 12 năm 1971 - tháng 1 năm 1971 |
| Nội chiến            | COM              | Tháng 8 năm 1973                     |
| Hoài cổ              | Manga Shounen    | Tháng 9 năm 1976 - tháng 3 năm 1977  |
| Nội chiến            | Manga Shounen    | Tháng 4 năm 1978 - tháng 7 năm 1980  |
| Sự sống              | Manga Shounen    | Tháng 8 năm 1980 - tháng 12 năm 1980 |
| Những sinh vật kỳ lạ | Manga Shounen    | Tháng 1 năm 1981 - tháng 4 năm 1981  |
| Mặt trời             | Yasei Jidai      | Tháng 1 năm 1986 - tháng 2 năm 1988  |

## Ấn bản tiếng Anh
Phoenix được xuất bản bằng tiếng Anh bởi Viz Communications. Mặc dù ban đầu tập hai được xuất bản bởi tuyển tập manga Pulp đã giải thể trong một ấn bản lớn hơn, vào năm 2002, Viz đã tiếp quản phần còn lại của loạt manga và phát hành lại tập hai. Vào thời điểm đó, Frederik Schodt mới chỉ dịch được 4-5 cuốn sách và vẫn đang tiếp tục thực hiện phần còn lại của bộ truyện. Viz hoàn thành bộ truyện vào tháng 3 năm 2008. Ấn bản đã bị chỉ trích là ngu ngốc, bao gồm các khung hình chồng chéo với lời kể mới không cần thiết, và thay đổi tên nhân vật (chẳng hạn như Sarutahiko thành Saruta) để làm cho người đọc rõ ràng hơn về sự tái sinh của họ. Tuy nhiên, Tezuka được biết đến có thói quen cập nhật manga của mình vài năm một lần; vì vậy phiên bản Hoa Kỳ có thể phản ánh phiên bản cuối cùng được biết đến của bộ truyện.
Các ấn bản Viz được phát hành "lật ngược lại" (hướng ban đầu từ phải sang trái được đảo ngược để dễ đọc hơn bằng tiếng Anh). Một số câu chuyện ngắn hơn đã được hợp nhất thành một cuốn sách (dựa trên ấn phẩm của Nhật Bản), và Thời gian hỗn loạn đã được chia làm hai; điều này dẫn đến mỗi cuốn sách Viz có số trang tương tự nhau. Trong khi nhiều sách thực tế của Viz đã hết bản in, gần đây chúng đã có sẵn trở lại thông qua hình thức mua kỹ thuật số trên Kindle. Viz sau đó đã cung cấp phiên bản kỹ thuật số của manga Phoenix vào năm 2014.

### Các tập bằng tiếng Anh

Bìa cuốn Phoenix, Vol. 6: Nostalgia

Tập 1 - Dawn
Phát hành tháng 3 năm 2003.
Tập 2 - A Tale of the Future / Future
Tập này được phát hành lần đầu vào tháng 5 năm 2002, dưới dạng một tiểu thuyết đồ họa độc lập; Dawn được phát hành một năm sau đó, với tên gọi Vol. 1, tiếp theo là phần còn lại của loạt truyện. A Tale of the Future ban đầu được phát hành với kích thước lớn hơn; loạt phát hành, bắt đầu với Dawn, có kích thước tập san. A Tale of the Future đã được tái bản với kích thước nhỏ hơn vào năm 2004, với tựa đề Future, với Vol. 2 được thêm vào tiêu đề.
Tập 3 - Yamato / Space
In chung Yamato và Space trong một cuốn sách; phát hành tháng 11 năm 2003.
Tập 4 - Karma
Ban đầu có tựa đề là Ho-ō; phát hành tháng 5 năm 2004. Được xếp ở vị trí thứ 2 trong "Truyện tranh hay nhất năm 2004" của Tạp chí Time.
Tập 5 - Resurrection
Phát hành ngày 14 tháng 12 năm 2004.
Tập 6 - Nostalgia
Phát hành ngày 26 tháng 3 năm 2006.
Tập 7 - Civil War, Part 1
Ban đầu có tựa đề là Troubled Times, và ở đây được chia thành hai cuốn; bản đầu tiên được phát hành ngày 13 tháng 6 năm 2006.
Tập 8 - Civil War, Part 2 / Robe of Feathers
In chung phần kết của Troubled Times, và bao gồm Robe of Feathers; phát hành ngày 12 tháng 9 năm 2006.
Tập 9 - Strange Beings / Life
In chung Strange Beings và Life trong một cuốn; phát hành ngày 19 tháng 12 năm 2006.
Tập 10 - Sun, Part 1
Phát hành ngày 20 tháng 3 năm 2007.
Tập 11 - Sun, Part 2
Phát hành ngày 18 tháng 9 năm 2007.
Tập 12 - Early Works
Phát hành ngày 18 tháng 3 năm 2008.

## Trò chơi điện tử
- Hi no Tori Hououhen (1987, MSX2)
- Hi no Tori Hououhen: Gaou no Bouken (1987, Famicom)
- Black Jack Hinotorihen (2006, Nintendo DS)
- Dòng DS de Yomu: Tezuka Osamu Hi no Tori 1 (2008, Nintendo DS)
- Dòng DS de Yomu: Tezuka Osamu Hi no Tori 2 (2008, Nintendo DS)
- Dòng DS de Yomu: Tezuka Osamu Hi no Tori 3 (2008, Nintendo DS)

## Tiếp nhận và kế thừa
Thiên truyện Hồi sinh của Chim lửa đã tạo cảm hứng cho chủ đề trữ tình của bài hát "MDO" năm 2018 của ban nhạc heavy metal Lovebites.
Để kỷ niệm sinh nhật lần thứ 90 của Tezuka, Evil Line Records đã phát hành album tổng hợp New Gene, Inspired from Phoenix vào ngày 30 tháng 10 năm 2019. Nó có các bài hát lấy cảm hứng từ Chim lửa được viết và biểu diễn bởi nhiều nghệ sĩ khác nhau, bao gồm Glim Spanky, Kizuna AI, Tavito Nanao và Naotarō Moriyama.